# Academia Cravatica
Academia Cravatica är en icke vinstinriktad institution i Kroatien som verkar för att värna om och marknadsföra slipsen/kravatten som ett kroatiskt och europeiskt världsarv. Institutionen grundades 1997 och har sitt säte i Zagreb i Kroatien.

## Installationer, utställningar och projekt
Institutionen är känd för sina spektakulära installationer, utställningar och projekt.
År 2003 skapade institutionen en uppmärksammad installation då de knöt världens största slips runt amfiteatern Arena i staden Pula. Installationen uppmärksammades av media runt om i världen. Samma år bands en slips kring halsen på Ban Jelačić-statyn på Zagrebs centrala torg.
År 2010 skapades Kravattregementet på initiativ av Academia Cravatica. Hederskompaniets marsch och vaktskifte hör idag till en av Zagrebs sevärdheter.

## Internationella slipsdagen
Academia Cravatica har utlyst den 18 oktober som den internationella slipsdagen och verkar för att allt fler länder runt om i världen ska uppmärksamma klädesplagget. Den 18 oktober 2008 utlyste det kroatiska parlamentet Sabor enhälligt den 18 oktober till den nationella "kravattdagen" (Dan kravate) i Kroatien.

### Fotnoter
1. 1 2  Academia-cravatica.hr - Officiell webbplats (engelska)
2. ↑  Academia Cravatica Arkiverad 26 september 2010 hämtat från the Wayback Machine. - Officiell webbplats (engelska)
3. 1 2  Kravatpukovnija.com - Kravattregementets officiella webbplats (kroatiska)
4. ↑  Sabor.hr - Det kroatiska parlamentets officiella webbplats (kroatiska)
5. ↑  Academia Cravatica Arkiverad 22 augusti 2010 hämtat från the Wayback Machine. (kroatiska)